# Budimlić Japra
Budimlić Japra (szerbül: Будимлић Јапра) falu Bosznia-Hercegovinában, a Szerb Köztársaságban, Oštra Luka községben.

## Fekvése
Bosznia-Hercegovina nyugati részén, Banja Lukától légvonalban 61, közúton 103 km-re nyugatra, Prijedortól légvonalban 29, közúton 54 km-re délnyugatra, községközpontjától  légvonalban 19, közúton 34 km-re nyugatra fekvő dombos, erdős területen, a Japra és a Gračanica-patakok összefolyásánál fekszik. Budimlić Japra hegyvidéki terület, főleg bükk-, tölgy-, juhar- és örökzöld erdőkben gazdag. 270-310 méteres tengerszint feletti magasságban található. Budimlić Japra ivó- és gyógyvízforrásokban is gazdag, a leghíresebb forrás az Ilidža, amely az osztrák-magyar korban gyógyfürdő volt, ebből a forrásból származó vizet bőrgyógyászati betegségek kezelésére használták. Ilidža mellett ott vannak Studenac és Đukanovac forrásai, amelyek Mali Japrában és Hadrovciban találhatók. Budimlić Japra fő látványossága és ikonja minden bizonnyal a Japra folyó, amely Radanovo Poljében, Majkić Japra mellett 800 m magasságban ered, és Blagaj közelében 100 m magasságban ömlik a Sana folyóba. A Budimlić Japrán a Japra folyón kívül a Slatina folyó is átfolyik, amely Lukavicában ered 680 méteres magasságban, és Dugi Njivában 290 m magasságban ömlik a Japra folyóba.	

## Népessége
| Nemzetiségi csoport | Népesség 1991 | Népesség 2013 |
| ------------------- | ------------- | ------------- |
| Szerb               | 268           | 159           |
| Bosnyák             | 175           | 7             |
| Horvát              | 6             | 1             |
| Jugoszláv           | 12            | 0             |
| Egyéb               | 2             | 4             |
| Összesen            | 463           | 171           |

## Története
A régészeti leletek tanúsága szerint a falu területe már a vaskorban lakott volt. Ekkor épült a határában a Grad lelőhelyen található erődítmény, melynek maradványai ma is megtalálhatók.
Budimlić Japra 1878-ig tartozott az Oszmán Birodalomhoz, majd az Osztrák-Magyar Monarchia része lett. 1879-ben az első osztrák-magyar népszámlálás során a faluban 50 házat, 117 ortodox szerb és 169 muszlim lakost számláltak. 1910-ben Budimlica Japra község részeként 137 háza, 392 ortodox szerb és 317 muszlim lakosa volt. A monarchia szétesésével 1918-ben előbb a Szerb-Horvát-Szlovén Királyság, majd 1929-től a Jugoszláv Királyság része. 1921-ben a faluban 435 házat és 2594 lakost számláltak. Jugoszlávia megszállása után a falu a Független Horvát Állam (NDH) része lett, majd nem sokkal ezután megkezdődött a szerb lakosság lázadása az új hatalommal szemben, melyet a szerbek elleni usztasa támadások követtek. 1941 augusztus 2 és 4 között az usztasák 27 embert vittek el Budimlić Japrából, megkínozták, majd megölték őket. Néhányukat Drvarskiban, néhányukat pedig Adženovića potokban és Nailova baricában gyilkolták meg felháborító kegyetlenséggel. 1941. október 1-jén az usztasák itteni támaszpontja elleni partizánakció során halt meg Petar Škundrić is, aki a helyi iskola névadója. A Petar iránti hála jeléül 1942 elején az Első Krajina Partizán Különítmény első zászlóalja a „Petar Škundrić” nevet vette fel. 1945. március 13-án a Jugoszlávia Nemzeti Felszabadításának Antifasiszta Tanácsa (AVNOJ) elnökségének rendeletével a Nemzeti Felszabadító Hadsereg első harcosai között nyilvánították Škundrićot nemzeti hőssé.
1945-től a település a szocialista Jugoszlávia része volt. A boszniai háború előtt Budimlić Japra a bosznia-hercegovinai Sanski Most község része volt. Ma Oštra Luka önkormányzatához tartozik. Budimlić Japra egykor maga is önálló község volt, de hosszú ideig Ljubiához is tartozott. A község több falut foglalt magában: Božići, Mrkalji, Ildža, Japar, Duge Njive, Halilovci, Hadrovci, Slatina, Baje, Marini. A bosznai háború idején a boszniai szerb haderő elleőrzése alatt állt. A bosznia-hercegovinai hadsereg a Sana hadművelet keretében 1995. szeptember 20-án elfoglalta és felgyújtotta a települést, melyben a pravoszláv templom is megsemmisült.
A legtöbb vezetéknév Budimlić Japrában: Antonić, Vojnović, Skundrić, Davidović, Marjanović, Sučević, Pavić, Garača, Lukić, Mudrinić, Vuković, Vukojević, Kolundžija, Dronjak, Mijatović, Milunović, Vćinović, Puhali Sredić, Živković, Repajić, stb. Ezen a területen mindig az ortodox lakosság dominált. A leggyakoribb bosnyák vezetéknevek: Budimlić, Osmanović, Dedić, Šejić, Ramić, stb. Az ortodox egyházi búcsú napján, minden év július. 21-én, Szent Prokopiusz ünnepén kerül sor Budimlić Japra lakosainak és az innen elszármazottaknak a legnagyobb összejövetelére, akik szerte a világon élnek. Az összejövetelek az Úr mennybemenetele napján is hagyományosak. A Budimlić Japra tizenöt éve ad otthont a Kapanja hagyományos népi játék versenyének.

## Gazdaság
A régióban túlnyomórészt szarvasmarha-tenyésztés folyik, mely a leginkább képviselt gazdasági ágazat ebben a régióban. A Budimlić Japra rendkívül alkalmas a sportrekreáció fejlesztésére, különösen a vadászat és a horgászat fejlesztésére. Ez a terület rendkívül gazdag őzekben, emellett bővelkedik rókákban, farkasokban és medvékben, és nem ritka a szarvas sem, amely igen gyakran a Plješevica hegységből idetévedt csordákban éli meg ezt a területet. A Budimlić Japra-i vadászat a Grmeči feketemedvéről is híres, amely Bjeline, Mrkalja, Božići, Duge Njive és Hadrovci falvakban honos. A Japra folyó rendkívül alkalmas horgászatra, a leggyakoribb halfajták a keszeg, a pisztráng és a domolykó.

## Oktatás
A Petar Škundrić Általános Iskola az oktatási és alapoktatási törvény kritériumai, valamint a Szerb Köztársaság kormányának határozata alapján különleges státusszal rendelkezik. Ezt azt jelenti, hogy olyan iskolákról van szó, amely nehéz körülmények között, vidéki és elszigetelt területen működik, rossz közúti infrastruktúrával és kis tanulólétszámmal. Ennek ellenére az iskola megtartja a kilencosztályos központi iskola státuszát, és a minisztérium mellett Oštra Luka önkormányzata is jelentős anyagi támogatást nyújt számára. Külön kiemelendő az önkormányzat szerepe az iskolától nagy távolságra utazó tanulók szállításának támogatásában.
A Petar Škundrić Általános Iskola 1962-ben alakult. A tanítás az iskolában és 1 regionális tagozaton történik. A 2018/2019-es tanévben az iskolának összesen 29 alkalmazottja volt, ebből 21 fő tanórai és 8 tanórán kívüli tevékenységet végzett. A foglalkozásokat 8 osztályban szervezik. Az iskola könyvtárában összesen 2710 példányban található könyv és nem könyvanyag. A 2018/2019-as tanévben 38 tanulója volt.

## Infrastruktúra
- A településen áthalad a Sanski Mostot Bosanska Krupával (R404a), illetve Novi Graddal (R404) összekötő főút, mely itt ágazik el egymástól. A helyi úthálózat hosszúsága 40 km, ebből 37 km makadámút és csak 3 km van aszfaltozva.[10]

- Budimlić Japra helyi közösségében a Brkića Glavica vízforráshoz egy 40 000 literes víztározót építettek. A gravitációs vezeték a víztározótól a Budimlić Japra-i Petar Škundrić Általános Iskoláig vezet, mely az építkezés utolsó szakaszánál tart. A tervek között szerepel egy csővezeték megépítése a Petar Škundrić Általános Iskola számára is, amelynek megépítése körülbelül 220 új lakost érintene.[10]

- Az RJ "Elektrodistribucija" Novi Grad áramellátása Budimlić Japra helyi közösségét fedi le.[10]

- Budimlić Japrán GSM mobiltelefon-bázisállomás található.[10]

- Tervben van Budimlić Japra Helyi Közösség hulladéklerakójának bővítése, ahol két zöld sziget megépítését tervezik, emellett lakossági figyelemfelkeltő kampánnyal kívánják a feltételeket biztosítani a környezet tartós megőrzéséhez.[10]

## Egészségügy
Az önkormányzat területén az egészségügyi ellátás az Oštra Luka-i „Sveti Sava” egészségügyi központban történik. Ezt az egészségügyi intézményt 1997-ben alapították. Az egészségügyi ellátást naponta biztosítják az egészségügyi alapfelszereltséggel ellátott központi épületben. Ezen a létesítményen kívül a községben négy (Donja Kozica, Budimlić Japra, Batkovci és Koprivna) orvosi rendelőben biztosítják az állampolgárok egészségügyi ellátását.

## Nevezetességei
- Az Úr mennybemenetele tiszteletére szentelt ortdox temploma. A régi templomot 1995. szeptember 20-án gyújtották fel a bosznia-hercegovinai hadsereg katonái. Az új templom építése 1998-ban kezdődött. A templom alapjait 1998. július 21-én szentelték fel. A templom építése 2005-ben fejeződött be. A templomot 2005. július 21-én szentelték fel. Az új harangláb 2006/2007-ben épült, és 2007. július 21-én avatták fel.[11]

- Grad – őskori és római kori erőd maradványai. a lelőhely egy hosszúkás földnyelv végében található. Északkeleti oldalán, a hegy irányában sánc védte. A fennmaradt védőfalak habarcsban rakott kövekből állnak, Az erőd valószínűleg a vaskorban épült és a római korban is használatban volt.[4]

## Fordítás
- Ez a szócikk részben vagy egészben  a   Budimlić Japra című szerbhorvát Wikipédia-szócikk ezen változatának fordításán alapul.  Az eredeti cikk szerkesztőit annak laptörténete sorolja fel. Ez a jelzés csupán a megfogalmazás eredetét és a szerzői jogokat jelzi, nem szolgál a cikkben szereplő információk forrásmegjelöléseként.